# フランスカイガンショウ

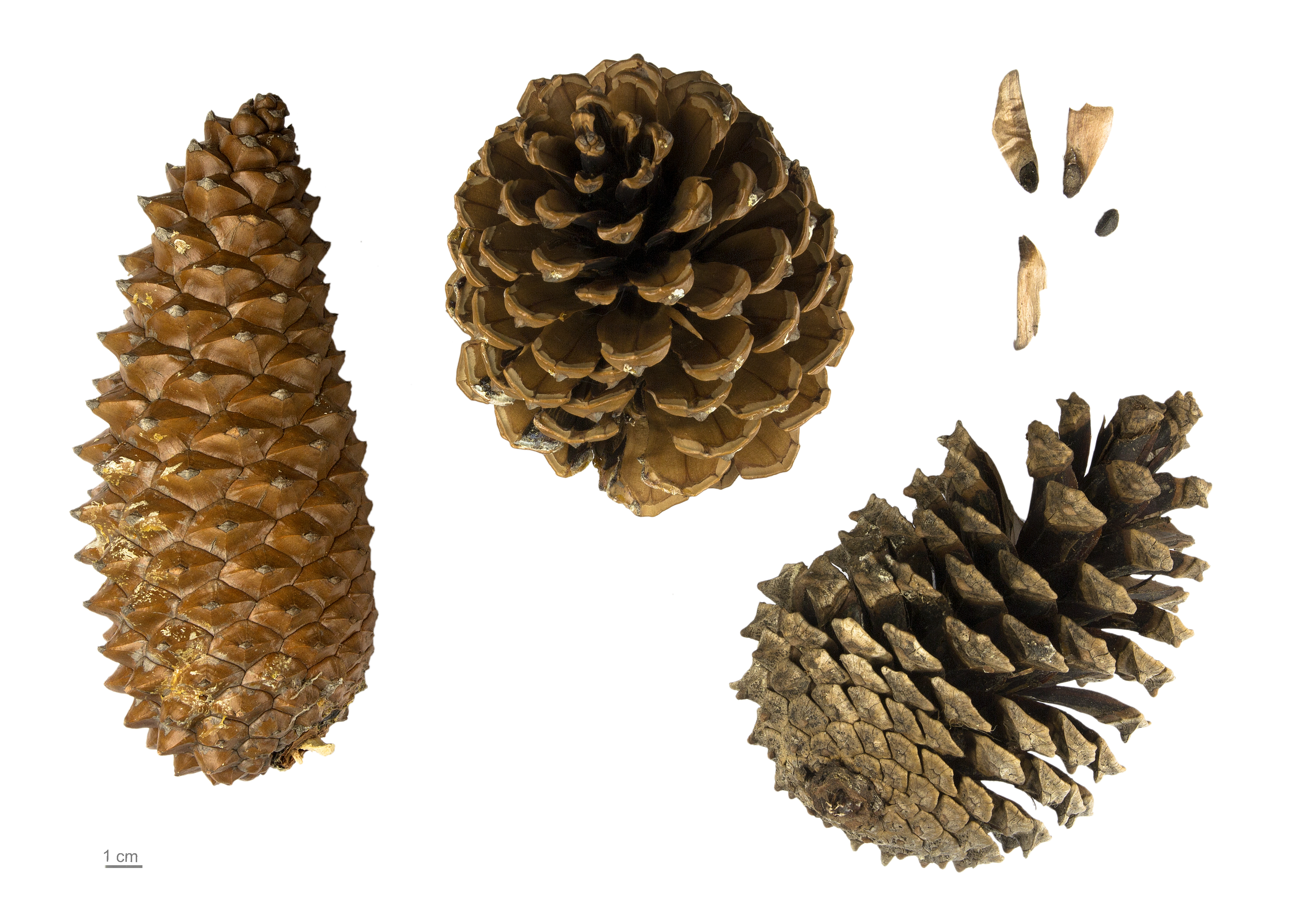
Pinus pinaster

フランスカイガンショウ（仏蘭西海岸松、学名：Pinus pinaster ）は、地中海西部沿岸域を原産とするマツ科マツ属の常緑針葉樹。別名はカイガンショウ、カイガンマツ、フッコクカイガンショウ、オニマツ。

## 分布
イベリア半島全域とフランス西部の太平洋及び地中海沿岸、イタリア半島東部。南限はモロッコの地中海沿岸まで。アルジェリアとマルタ島にもごくわずかだが確認されている。ただしマルタ島へは人為移入された可能性が高い。原産地以外では、イギリス南部、南アフリカ、オーストラリア、ニュージーランドに帰化している。
ほとんどの場合海抜600m以下の低山帯に生えるが、分布の南限にあたるモロッコでは海抜2000mの高山帯にも成育している。

## 生態
中程度の高木で、樹高は20-35m、幹径は胸高で1.2m程度で、例外的に1.8mまでになる。
樹皮は日本のアカマツに似て朱色がかるが、それらと比較してもかなり赤みが強い。樹皮には深い裂け目が生じるが、樹冠部に行くほどその裂け目は浅くなる。
葉は針状の、いわゆる松葉で１本の小さな枝からが２本伸びる。径は 2mm とかなり太く、長さは 12-22cm もあり、日本で一般的なアカマツ、クロマツに比較するとかなり長く、葉が垂れ下がるので一見するとややだらしのない印象を受ける。若葉は黄緑で成長するにつれ青緑色になる。
松毬は閉じているときの長さが10-20cm、径は4-6cmとかなり大きい。成熟前は緑色で、24ヶ月かけて次第に熟し赤茶色になる。その後数年をかけ徐々に、あるいは山火事などが起きて熱を帯びると笠を8cm-12cmにまで開いて種子を拡散させる。種子は長さ8-10mmで、20-25mmの翼が付属しており、風によって分散される。

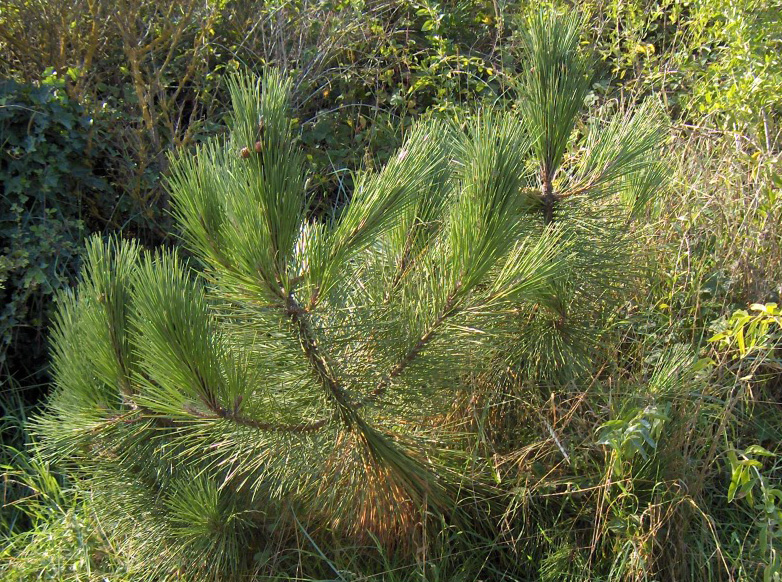
フランスカイガンショウの苗

フランスカイガンショウは同じピネア節のなかでも、特にカラブリアマツ P. brutia 、カナリーマツ P. canariensis 、アレッポマツ P. halepensis とかなり近縁と考えられており、実際にこれらの種間では多くの共通する特徴が見られる。
日本のアカマツと同じ典型的なパイオニア植物（先駆植物）で、荒地や焼け跡、人間の手による開発地などにいちはやく進出し群生するが、林相が安定してゆくにつれ次第に姿を消してゆく。その性質から英語ではしばしば群生する松 (Cluster Pine) と呼ばれる (Stirton, 1978)。

## 人間との関係

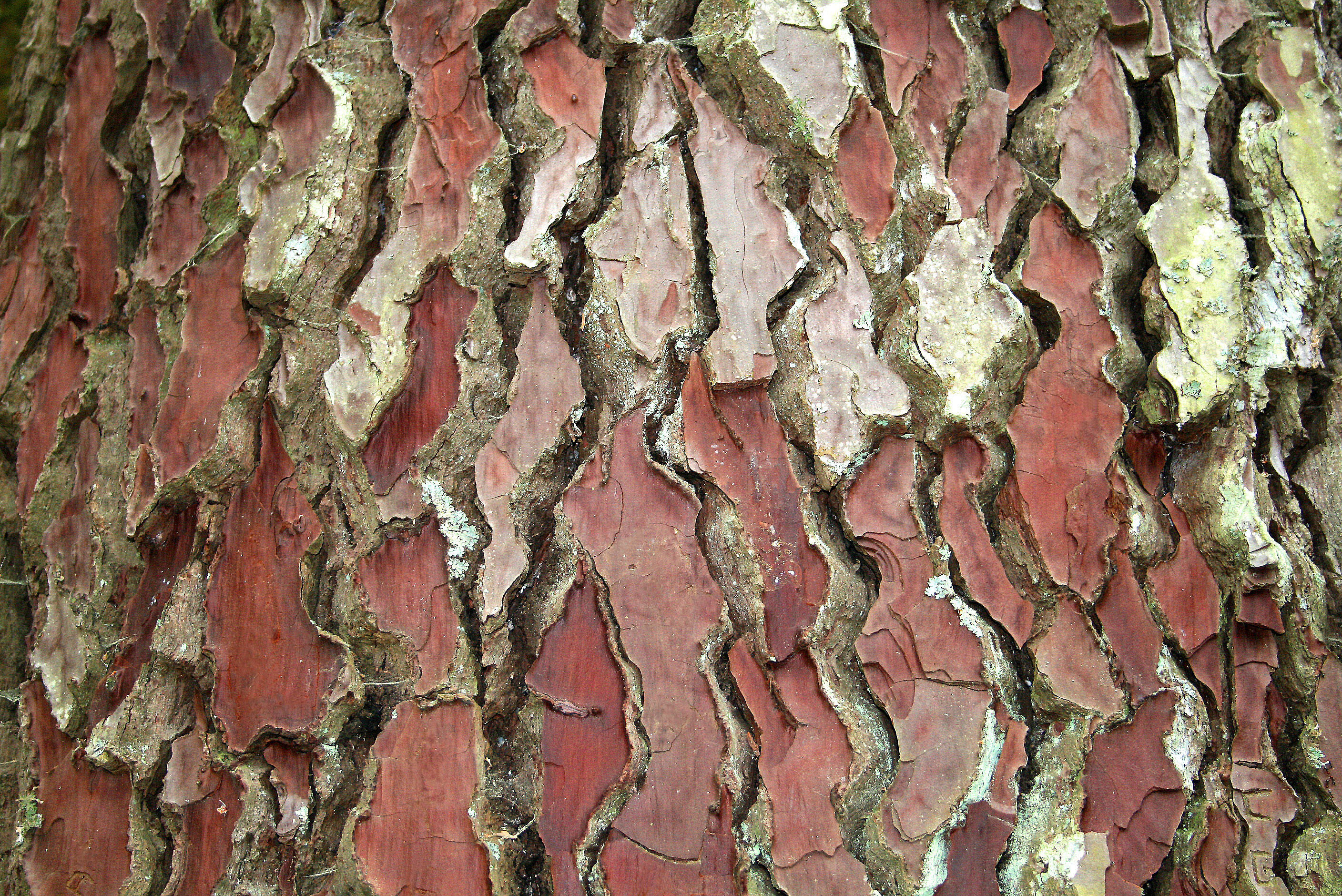
フランスカイガンショウの樹皮

製材用として原産地では広く植栽されている。フランス、スペイン、およびポルトガルの林業樹種では最重要種に数えられ、フランス南西部のランド地方のランドの森では、世界一広い人工林が本種で構成されている。日本でも林業樹種として導入が検討されたことがあったが、虫害を受けやすく、被害を受けた木から出た材は見た目が悪くなり値がつかないので導入が見送られた経緯がある。
また観賞樹としての人気も高く、原産地の公園や庭園にしばしば植えられ、原産地の気候の特徴でもある温暖さを演出する。原産国の1つであるフランスでは海岸に植えられ、防風林としても役立っている。
原産地以外では、イギリス南部、南アフリカ、オーストラリア、ニュージーランドに帰化しているが、パイオニア植物としての性質ゆえ各地で厄介な外来種として扱われ、世界の侵略的外来種ワースト100リストにも名を連ねている。防除方法としては、機械的に倒伏させるのが最も有効とされている。
なお日本では明治以降、たびたび記念樹や庭園樹などとして各地に植栽されているが、2010年現在野生化したとの報告はなく、むしろ在来のアカマツ、クロマツ同様マツ材線虫病に対する感受性が高いため、被害に遭い枯死しているのが現状である。
樹皮はフラボノイド、カテキン、プロアントシアニジンといったポリフェノール類の抽出原料にも使用される。こうした樹皮の抽出物はピクノジェノール（Pycnogenol）の名でサプリメントとして商品化されており、アメリカ合衆国においては製法特許 US4698360 (A) も下りている。ピクノジェノールの製法特許の文献中において、本種は学名のシノニムである Pinus maritima の名で登場している。